# Гатилузио
Гатилузио или Гатилузи (на италиански: Gattilusio) е италианско благородническо семейство от Генуа, владетели на Лесбос (1355 – 1462), Енос (1384 – 1456), Лемнос (1434 – 1455), Самотраки (1431 – 1456), Имброс (1435 – 1455) и Тасос (1433 – 1455).

## История
Родът е един от най-влиятелните в Генуа. За пръв път с е споменава през 1157 г., когато негов представител е избран за член на Големия съвет на републиката. През XIV век мнозина Гатилузио играят значителна роля в родната си Италия, както и в генуезкото проникване в Източното Средиземноморие.
Лукино (Лукето) Гатилузио (* пр. или ок. 1230, † сл. 1307), син на Якопо (Джакомо) Гатилузио и Алазина Узодимаре, е политически деец, подест на Болоня, Милано, Савона и Кремона, посланик при папа Бонифаций VIII, а също така търговец и известен трубадур. Има двама братя – Гатино († пр. 1306) и Джакомо (Джакомино). Женен е за Елеонора Дория, от която има четирима сина (Франческино, Николо, Доменико и Обертино) и една дъщеря (Илизина). Оберто (Обертино) е един от генуезките посланици, сключили договор с Анна Савойска, регентка на Византия, и осигурили значителни търговски привилегии в Константинопол за своите съграждани; той е посланник в Константинопол през 1341 и 1351 г. Неговият брат Доменико, женен за Софредина, е вероятен баща на Франческо I (* ок. 1326, † 6 август 1384) и Николо I (* 1-ва пол. на XIV век, † 12 април/25 май 1409), основател на клона на рода в Енос. През 1355 г. Франческо I обещава да осигури военна помощ за византийския император Йоан V Палеолог, който защитава престола си от посегателствата на своя съперник Йоан VI Кантакузин. В замяна на това василевсът го признава за владетел (сеньор) на остров Лесбос и му дава сестра си Мария Палеологина за съпруга. Франческо I е фактическият основател на династията в Източното Средиземноморие. Той укрепва своето владение срещу атаките на османските турци, макар че през 1384 г. силно земетресение срива голяма част от построените от него крепости и той загива. Подпомага граф Амадей VI Савойски при отвоюването на Галиполския полуостров от османците (1366) и при завладяването на Месемврия, подвластна на българския цар Иван Александър. След смъртта му за кратко време (1384 – 1387) остров Лесбос се управлява от неговия брат Николо I, който няма синове от брака си с Лимбания Емброн.
Франческо I е баща на: Франческо II (Якопо, Джакомо) (* ок. 1365 или ок. 1370, † 26 октомври 1404), господар на Лесбос от 1384 г. до смъртта си, Андронико (* ок. 1356 † 1384) и Доменико (* ок. 1358 † 1384). Франческо II е баща на Якопо (* ок. 1390, † ок. 1428), господар на Лесбос (1403/04 – 1428), съпруг на Бона Грималди, Дорино I († 30 юни 1455), господар на Лесбос (1428 – 1455), съпруг на Ориета Дория, Паламеде († пр. 27 октомври 1455), господар на Енос (1409 – 1455), Ирина (Ирене) или Евгения († 1 юни 1444), императрица на Византия като съпруга на Йоан VII Палеолог и майка на Андроник V Палеолог, Елена, съпруга на Стефан Лазаревич, княз на Моравска Сърбия (1389 – 1402) и деспот на Сръбското деспотство (1402 – 1427), Катерина, съпруга на Пиер Грималди дьо Бьойл, както и на извънбрачния Джорджо, получил поне едно писмо от император Мануил II Палеолог и служил като Франческо при херцога на Бургундия през септември / октомври 1397 г. Джорджо основава един от младшите клонове на семейството. Той се жени за Франческа-Батиста де Шизолфи и става баща на двама сина: Джанбатиста и Мелино, който няма потомци от съпругата си Ориета. Катерина, жена на Джанбатиста Гатилузио, ражда син Джулиано и дъщеря Бианка, омъжена за Чиприано Палавачино.
Франческо II управлява Лесбос от 1384 г. до смъртта си през 1404 г., първоначално под регентството на чичо си Николо I. Стреми се да укрепи генуезките позиции на егейските гръцки острови срещу претенциите на Венецианската република. Възстановява селищата на острова, тежко пострадали от разрушителното земетресение през 1384 г. След смъртта му властта наследява първородният му син Якопо под регентството на еноския господар Никола I. Николо I умира през 1409 г. и в Енос се установява Паламеде. Якопо е изправен пред много проблеми, предизвикани от съперничеството на Венеция и от увеличаващото се след 1413 г. могъщество на Османската империя. Той няма потомци от брака си с Валентина Дория.
Престола в Митилини, столицата на Лесбос, заема Дорино I (1428 – 1455), третият син на Франческо II. Той установява добри контакти с Миланското херцогство и се стреми да надделее в съперничеството с венецианците. През 1433 г. завладява византийския остров Тасос и го управлява с прекъсване до 1455 г. От брака си с Ориета Дория има шест деца: Франческо III, Доменико (* сл. 1420, † 1455/58), Николо (* сл. 1420, † 1462), Джиневра (док. 1444), съпруга на Джакопо II Криспо, херцог на Наксос, Катерина († 1442), втора съпруга на последния византийски император Константин XI Палеолог, и Мария, съпруга на Александър, най-малкия син на Алексий IV Велики Комнин. Франческо III управлява Тасос (1444 – 1449, 1455 – ?) и умира без наследници. Доменико, вторият син на Дорино I, е регент на Лесбос от 1449 до 1455 г. и самостоятелен владетел (1455 – 1458) след смъртта на баща си. Под негова власт са също островите Лемнос (1453 – 1456) и Тасос (1449 – 1455), отнети му от османците. Няма потомци от брака си с Мария Джустиниани Лонго. Последният владетел на Лесбос от династията Гатилузио е Николо, третият син на Дорино I. Въпреки упоритата му съпротива през 1462 г. остров Лесбос е превзет от османския флот.
Николо I († 1409), по-малък брат на лесбоския владетел Франческо I, през 1384 г. се провъзгласява за господар на византийския град Енос в Източна Тракия. Починал без наследници, той оставя своето владение на племенника си Паламеде, втория син на Франческо II. Новият владетел години наред отстоява самостоятелността си срещу натиска на османските турци, а през 1431 г. успява да сложи ръка и на византийския остров Самотраки. Негови деца са Джорджо († 1449), Дорино II († сл. 1488), съпруг на Елизабета Криспо, Катерина, съпруга на Марино Дория, Джиневра († сл. 1489), съпруга на Лодовико Кампофрегозо, дож на Генуезката република, Констанца, съпруга на Джан Галеацо Кампофрегозо, и дъщеря, съпруга на Франческо III от Тасос. Наследява го синът му Дорино II, на когото османците отнемат първо Енос (1456), а след това и Самотраки (1456).

## Владетели
Архонти на Лесбос
- 17.7.1355 – 6.08.1384 Франческо I, син на вероятно неизвестни родители
- 6.8.1384 – 26.10.1404 Франческо II (Якопо), син на предходния
- 26.10.1404 – 1428 Якопо, син на предходния
- 1428 – 30.6.1455 Дорино I, брат на предходния
- 1455 – 1458 Доменико, син на предходния
- 1458 – 1462 Николо, брат на предходния

Сеньори на Тасос
- 1444 – 1449, 1455 – ? Франческо III, син на Дорино I
- 1449 – 1455 Доменико, брат на предходния
- 1455 – ? Франческо III

Сеньори на Енос
- 1384 – 1409 Николо I, брат на Франческо I
- 1409 – 1455 Паламеде, син на Франческо II
- 1455 – 01.1456 Дорино II, син на предходния